# Campionato mondiale B maschile di hockey su pista Montevideo 2002
Il Campionato del Mondo B 2002 è stata la 10ª edizione del campionato del mondo B di hockey su pista; la manifestazione è stata disputata in Uruguay dall'8 al 14 dicembre 2002. La competizione fu organizzata dalla Fédération Internationale de Roller Sports. Il torneo è stato vinto dalla nazionale di Andorra per la 2ª volta nella sua storia.

## Prima fase

### Girone A

#### Risultati
| Montevideo 8 dicembre 2002 | Austria | 0 – 2 referto | Inghilterra |  |

| Montevideo 9 dicembre 2002 | Inghilterra | 6 – 0 referto | Macao |  |

| Montevideo 10 dicembre 2002 | Austria | 3 – 3 referto | Macao |  |

#### Classifica
|    | Squadra     | PT | G | V | N | P | GF | GS | Diff. | Note |
| -- | ----------- | -- | - | - | - | - | -- | -- | ----- | ---- |
| 1. | Inghilterra | 4  | 2 | 2 | 0 | 0 | 8  | 0  | +8    |      |
| 2. | Austria     | 1  | 2 | 0 | 1 | 1 | 3  | 5  | -2    |      |
| 3. | Macao       | 1  | 2 | 0 | 1 | 1 | 3  | 9  | -6    |      |

### Girone B

#### Risultati
| Montevideo 8 dicembre 2002 | Nuova Zelanda | 2 – 6 referto | Uruguay |  |

| Montevideo 9 dicembre 2002 | Australia | 2 – 8 referto | Uruguay |  |

| Montevideo 10 dicembre 2002 | Australia | 4 – 5 referto | Nuova Zelanda |  |

#### Classifica
|    | Squadra       | PT | G | V | N | P | GF | GS | Diff. | Note |
| -- | ------------- | -- | - | - | - | - | -- | -- | ----- | ---- |
| 1. | Uruguay       | 4  | 2 | 2 | 0 | 0 | 14 | 4  | +10   |      |
| 2. | Nuova Zelanda | 2  | 2 | 1 | 0 | 1 | 7  | 10 | -3    |      |
| 3. | Australia     | 0  | 2 | 0 | 0 | 2 | 6  | 13 | -7    |      |

### Girone C

#### Risultati
| Montevideo 8 dicembre 2002 | Colombia | 3 – 0 referto | Sudafrica |  |

| Montevideo 8 dicembre 2002 | Andorra | 22 – 2 referto | Corea del Sud |  |

| Montevideo 9 dicembre 2002 | Andorra | 4 – 1 referto | Sudafrica |  |

| Montevideo 9 dicembre 2002 | Colombia | 14 – 0 referto | Corea del Sud |  |

| Montevideo 10 dicembre 2002 | Sudafrica | 12 – 0 referto | Corea del Sud |  |

| Montevideo 10 dicembre 2002 | Andorra | 0 – 3 referto | Colombia |  |

#### Classifica
|    | Squadra       | PT | G | V | N | P | GF | GS | Diff. | Note |
| -- | ------------- | -- | - | - | - | - | -- | -- | ----- | ---- |
| 1. | Colombia      | 6  | 3 | 3 | 0 | 0 | 20 | 0  | +20   |      |
| 2. | Andorra       | 4  | 3 | 2 | 0 | 1 | 26 | 6  | +20   |      |
| 3. | Sudafrica     | 2  | 3 | 1 | 0 | 2 | 13 | 7  | +6    |      |
| 4. | Corea del Sud | 0  | 3 | 0 | 0 | 3 | 2  | 48 | -46   |      |

## Fase finale

### Finale 9º - 10º posto

#### Risultati
| Montevideo 12 dicembre 2002 | Australia | 5 – 3 referto | Corea del Sud |  |

| Montevideo 13 dicembre 2002 | Australia | 10 – 3 referto | Corea del Sud |  |

### Fase 1º - 8º posto

#### Tabellone principale
|  | Quarti di finale | Quarti di finale |             |         | Semifinali      | Semifinali      |  |  | Finale      | Finale |
|  |                  |                  |             |         |                 |                 |  |  |             |        |
|  | 12 dicembre      |                  |             |         |                 |                 |  |  |             |        |
|  |                  |                  |             |         |                 |                 |  |  |             |        |
|  | Colombia         | 11               |             |         |                 |                 |  |  |             |        |
|  | Colombia         | 11               | 13 dicembre |         |                 |                 |  |  |             |        |
|  | Nuova Zelanda    | 0                |             |         |                 |                 |  |  |             |        |
|  | Nuova Zelanda    | 0                | Colombia    | 4       |                 |                 |  |  |             |        |
|  | 12 dicembre      |                  | Colombia    | 4       |                 |                 |  |  |             |        |
|  |                  | Inghilterra      | 2           |         |                 |                 |  |  |             |        |
|  | Inghilterra      | Inghilterra      | 2           | 11      |                 |                 |  |  |             |        |
|  | Inghilterra      |                  | 14 dicembre | 11      |                 |                 |  |  |             |        |
|  | Macao            | 0                |             |         |                 |                 |  |  |             |        |
|  | Macao            | 0                | Colombia    | 4       |                 |                 |  |  |             |        |
|  | 12 dicembre      |                  | Colombia    | 4       |                 |                 |  |  |             |        |
|  |                  | Andorra          | 5           |         |                 |                 |  |  |             |        |
|  | Andorra          | Andorra          | 5           | 2       |                 |                 |  |  |             |        |
|  | Andorra          | 13 dicembre      |             | 2       |                 |                 |  |  |             |        |
|  | Austria          | 1                |             |         |                 |                 |  |  |             |        |
|  | Austria          | 1                | Andorra     | 4       | Finale 3º posto | Finale 3º posto |  |  |             |        |
|  | 12 dicembre      |                  | Andorra     | 4       | Finale 3º posto | Finale 3º posto |  |  |             |        |
|  |                  | Uruguay          | 2           |         |                 |                 |  |  |             |        |
|  | Uruguay          | Uruguay          | 2           | 3       | Inghilterra     | 3               |  |  |             |        |
|  | Uruguay          |                  |             | 3       | Inghilterra     | 3               |  |  |             |        |
|  | Sudafrica        | 2                |             | Uruguay | 1               |                 |  |  |             |        |
|  | Sudafrica        | 2                |             |         | 1               |                 |  |  |             |        |
|  |                  |                  |             |         |                 |                 |  |  | 14 dicembre |        |
|  |                  |                  |             |         |                 |                 |  |  |             |        |

#### Tabellone 5º - 8º posto
|  | Semifinali    | Semifinali    | Semifinali |         |       | Finale 5º posto | Finale 5º posto | Finale 5º posto |  |
|  |               |               |            |         |       |                 |                 |                 |  |
|  | Nuova Zelanda | Nuova Zelanda | 4          |         |       |                 |                 |                 |  |
|  | Nuova Zelanda | Nuova Zelanda | 4          |         |       |                 |                 |                 |  |
|  | Macao         | Macao         | 10         |         |       |                 |                 |                 |  |
|  | Macao         | Macao         | 10         |         | Macao | Macao           | 1               |                 |  |
|  |               |               |            |         | Macao | Macao           | 1               |                 |  |
|  |               |               | Austria    | Austria | 4     |                 |                 |                 |  |
|  | Austria       | Austria       | Austria    | Austria | 4     | 10              |                 |                 |  |
|  | Austria       | Austria       |            |         |       | 10              |                 |                 |  |
|  | Sudafrica     | Sudafrica     | 0          |         |       | Finale 7º posto | Finale 7º posto | Finale 7º posto |  |
|  | Sudafrica     | Sudafrica     | 0          |         |       |                 |                 |                 |  |
|  |               |               |            |         |       |                 |                 |                 |  |
|  |               |               |            |         |       | Nuova Zelanda   | Nuova Zelanda   | 6               |  |
|  |               |               |            |         |       | Nuova Zelanda   | Nuova Zelanda   | 6               |  |
|  |               |               |            |         |       | Sudafrica       | Sudafrica       | 4               |  |

## Classifica finale
|     | Squadra       | G | V | N | P | GF | GS | Diff. | Note              |
| --- | ------------- | - | - | - | - | -- | -- | ----- | ----------------- |
| 1.  | Andorra       | 6 | 5 | 0 | 1 | 37 | 13 | +24   | Campionato A 2003 |
| 2.  | Colombia      | 6 | 5 | 0 | 1 | 39 | 7  | +32   | Campionato A 2003 |
| 3.  | Inghilterra   | 5 | 4 | 0 | 1 | 24 | 5  | +19   | Campionato A 2003 |
| 4.  | Uruguay       | 5 | 3 | 0 | 2 | 20 | 13 | +7    |                   |
| 5.  | Austria       | 5 | 2 | 1 | 2 | 18 | 8  | +10   |                   |
| 6.  | Macao         | 5 | 1 | 1 | 3 | 14 | 28 | -14   |                   |
| 7.  | Nuova Zelanda | 5 | 2 | 0 | 3 | 17 | 34 | -18   |                   |
| 8.  | Sudafrica     | 6 | 1 | 0 | 5 | 19 | 26 | -7    |                   |
| 9.  | Australia     | 4 | 2 | 0 | 2 | 21 | 19 | +2    |                   |
| 10. | Corea del Sud | 5 | 0 | 0 | 5 | 8  | 63 | -55   |                   |